# Étienne Klein
Pour les articles homonymes, voir Klein.
Étienne Klein, né à Paris le 1er avril 1958, est un physicien, philosophe des sciences et producteur de radio français.
Il dirige le Laboratoire de recherche sur les sciences de la matière tout en menant une carrière de vulgarisation autour des questions soulevées par la physique contemporaine, notamment par la physique quantique et la physique des particules.

## Biographie

### Formation
Né le 1er avril 1958 à Paris d'un père ingénieur en électro-technique et d'une mère femme au foyer, deuxième enfant d'une famille catholique qui en comptera sept, Étienne Klein poursuit ses études au lycée Louis-le-Grand. Il échoue à l’oral des concours d'entrée à l'École normale supérieure de Paris et à l'École polytechnique, mais est admis à l'École centrale de Paris, d'où il sort en 1981 avec le diplôme d'ingénieur, spécialité « Physique de la Matière ». Il obtient un DEA en physique théorique de l'Université Paris-Sud en 1982, un doctorat en philosophie des sciences de l'Université Paris-Diderot en 1999 et l'habilitation à diriger des recherches (HDR) en 2006.
Il fait, en 1981, un stage d'été au CERN. C'est à cette occasion que naît son goût pour l'histoire de la physique et ses prolongements philosophiques. Il entre au Commissariat à l'énergie atomique en 1983.
Il participe à plusieurs grands projets, notamment à la mise au point de la séparation isotopique par laser et à la conception d'un accélérateur à cavités supraconductrices pour électrons. Détaché au CERN pendant deux ans, entre 1992 et 1994, il participe comme ingénieur à la conception du grand collisionneur de particules européen, le Grand collisionneur de hadrons (Large Hadron Collider, LHC). Dans le même temps, il enseigne la physique quantique et la physique des particules puis la philosophie des sciences à l'École Centrale de Paris. Pendant cette période, il publie également des chroniques mensuelles dans le magazine La Recherche,.
Étienne Klein pratique l’alpinisme et d'autres sports d’endurance, tels que l'ultra-trail. Il est père de deux fils, nés de deux mères différentes.

### Travaux en philosophie des sciences
De plus en plus engagé dans les questions relatives à la philosophie des sciences, Étienne Klein publie en 1991, sur les conseils de Michel Cazenave, un premier ouvrage consacré aux paradoxes en physique et intitulé Conversations avec le sphinx. Puis il entame une collaboration avec le physicien et philosophe Bernard d'Espagnat, qui aboutira, en 1993, à la publication d'un livre, Regards sur la matière, des quanta et des choses, portant sur les différentes interprétations de la physique quantique.
S'ensuivront d'autres travaux menés en collaboration avec d'autres physiciens ou philosophes, tels Michel Serres, Michel Spiro, Pierre Léna, Jean-Michel Besnier, Marc Lachièze-Rey, Heinz Wismann, Gilles Cohen-Tannoudji ou encore Jean-Jacques Szczeciniarz.
En 1991, il met sur pied, avec Michel Spiro et Gilles Cohen-Tannoudji, les colloques PIF (Physique et Interrogations Fondamentales)[réf. souhaitée].
En 1999, il obtient, sous la direction de Dominique Lecourt, un doctorat en philosophie des sciences, dont le mémoire sera publié sous le titre L'unité de la physique.
En 2006, il obtient sous la direction de Jean-Jacques Szczeciniarz une habilitation à diriger des recherches (HDR), dont le mémoire remanié sera publié sous le titre Le facteur temps ne sonne jamais deux fois.
En 2007, il fonde et dirige le Laboratoire de recherche sur les sciences de la matière (LARSIM), abrité au sein de l'Institut de recherche sur les lois fondamentales de l'univers (IRFU) du Commissariat à l'énergie atomique (CEA) à Saclay.

### Activités d'auteur
Depuis 1991, Étienne Klein écrit des ouvrages, essentiellement autour de l'idée que la physique peut obliger à s'écarter des pensées les plus ordinaires, produisant parfois des résultats qui correspondent à ce que Maurice Merleau-Ponty appelait des découvertes philosophiques négatives, au sens où ils modifient les termes en lesquels certaines questions philosophiques se posent.
Étienne Klein a ainsi consacré plusieurs essais à la question du temps en physique, notamment Les Tactiques de Chronos et Le Facteur temps ne sonne jamais deux fois. Il y démontre en particulier que les formalismes de la physique obligent à faire la distinction entre le temps et le devenir, plus exactement entre le cours du temps et la flèche du temps.
Dans son livre Discours sur l'origine de l'univers, il explique ce par quoi les progrès de la cosmologie contemporaine invitent à modifier notre façon de parler du Big Bang.
D'autres ouvrages d'Étienne Klein s'intéressent aux interprétations de la physique quantique et aux grandes questions soulevées par les avancées de la physique contemporaine.
Par ses livres et ses conférences, il présente à un public averti mais également plus large différents aspects de la physique quantique, certains grands enjeux de la recherche contemporaine dans ce domaine (matière et énergie noires), ainsi que l'histoire de sa discipline, en s'attachant plus particulièrement à quelques personnalités majeures. Il a notamment consacré un ouvrage à Albert Einstein et un autre au physicien italien Ettore Majorana.
Avec le pianiste Jacques Perry-Salkow, il a publié un livre d'anagrammes (Anagrammes renversantes, ou le sens caché du monde). Avec le rugbyman Jonny Wilkinson et le physicien Jean Iliopoulos, il a publié un ouvrage intitulé Rugby quantique.
Étienne Klein collabore régulièrement à des revues ou magazines tels que Pour la science, Études, Philosophie Magazine ou L’Express.

### Fonctions diverses
Étienne Klein est membre du Conseil scientifique de l’Office parlementaire d'évaluation des choix scientifiques et technologiques (OPECST) de 2013 à 2016.[réf. souhaitée]
De 2007 à 2013, il fait partie du Conseil d'analyse de la société présidé par Luc Ferry.[réf. souhaitée]
En 2013, il est élu membre de l'Académie des technologies. En 2016, avec le sociologue Gérald Bronner, il a mené pour cette institution une étude sur la perception des risques.[réf. souhaitée]
Il est aussi membre du conseil d’orientation de l’Institut Diderot.[réf. souhaitée]
Depuis janvier 2010, il est membre du Conseil scientifique d'Universcience. Avec Marc Lachièze-Rey et Roland Lehoucq, il a conçu pour cet établissement l'exposition permanente Le Grand Récit de l’univers dont il a co-dirigé l'ouvrage de présentation.[source insuffisante]
De septembre à décembre 2014, à la demande du ministre de l'Éducation nationale, Benoît Hamon, il a présidé le jury de la Conférence nationale sur l'évaluation à l'école. Le rapport de cette conférence a été remis le 13 février 2015 à Najat Vallaud-Belkacem, qui avait succédé à Benoît Hamon.[source insuffisante]
De 2010 à 2018, Étienne Klein a présidé le jury des prix Diderot, remis chaque année par l'AMCSTI.
De septembre 2012 jusqu'en mars 2014, il a animé tous les jeudis matin une chronique sur France Culture, Le Monde selon Étienne Klein. Depuis septembre 2014, il anime sur cette même chaîne l'émission La Conversation scientifique, diffusée hebdomadairement.
Étienne Klein a été nommé président du conseil d'administration de l'Institut des hautes études pour la science et la technologie (IHEST) le 29 septembre 2016. Le 26 avril 2017, à la suite d'accusations de plagiat, un décret met fin à ses fonctions,.
En 2018, il est membre du jury du Prix de littérature politique Edgar-Faure.[réf. souhaitée]
Depuis septembre 2018, il est membre du comité de rédaction de la revue Études.[réf. souhaitée]
Depuis janvier 2019, il dirige une nouvelle collection intitulée Comment a-t-on su ? dans le groupe d’édition Humensis.[réf. souhaitée]
En septembre 2021, Étienne Klein est nommé président de la commission littérature scientifique et technique du Centre national du livre.
En 2022, il préside le jury du Festival international du film d’aventure et découverte de Val d’Isère.
De septembre 2022 à juin 2023, Étienne Klein a présenté la chronique « Le pourquoi du comment : science » trois fois par semaine dans l'émission La Science, CQFD sur France culture, du lundi au mercredi.
Il est le parrain de la promotion 2022 de l'ENS Rennes.[réf. souhaitée]
En mars 2024, Etienne Klein redevient membre du Conseil scientifique de l’Office parlementaire d'évaluation des choix scientifiques et technologiques (OPECST) pour un mandat de trois ans.

### Accusations de plagiat

#### Chroniques et ouvrage (2016)
Nommé président du conseil d'administration de l'Institut des hautes études pour la science et la technologie (IHEST) le 29 septembre 2016, Étienne Klein est démis de ses fonctions le 26 avril 2017, à la suite d'accusations de plagiat formulées par L'Express, et relayées par la revue américaine Science, et le magazine Sciences et Avenir. L'ouvrage Le Pays qu’habitait Albert Einstein contient de nombreux extraits non crédités et non signalés de Paul Valéry, Gaston Bachelard, Philippe Claudel, Louis Aragon, Émile Zola et Stefan Zweig, ; l’une de ces chroniques sur la trajectoire du ballon de football est copiée d'un ouvrage de Gilles Cohen-Tannoudji et Michel Spiro, La Matière espace-temps. Après qu'Étienne Klein tente de minimiser ses emprunts, L'Express cite de nombreux autres exemples,.
À propos de ces accusations, Étienne Klein se justifie en déclarant qu'il s'agit de rappeler des connaissances devenues « canoniques »,, en citant trois physiciens (Gilles Cohen-Tannoudji, Michel Spiro, Yves Couder) qui affirment qu'il n'y a pas eu plagiat.
Il refuse de démissionner, même après que le comité d'enquête mis en place à la demande du ministre de l'Enseignement supérieur et de la Recherche recommande de le relever de ses fonctions. Quatre ans plus tard, il reconnaît s'être rendu « coupable de plagiats littéraires, mais en aucun cas de plagiats scientifiques », et évoque un complot monté contre lui par des collègues jaloux de sa nomination à l’IHEST. Il se défend en expliquant « J’ai commis des erreurs de fichiers informatiques et j’ai confondu mes notes personnelles avec des citations de grands auteurs » et explique également: « J’ai été victime d’une maladie qui m’a privé de voix pendant de longs mois. Pour la rééduquer, j’ai lu tout haut du Bachelard, du Valéry, du Stefan Zweig. Leurs phrases se sont alors fixées dans mon cerveau, et mon inconscient les a restituées dans mes livres sans que je m’en rende compte. »
Arrêt sur images relève également que le scientifique « recycle » ses anciennes chroniques d'une émission à une autre. Le site d'informations souligne également que le scientifique n'hésite pas à réutiliser intégralement ses chroniques soupçonnées de plagiat dans des ouvrages édités. Étienne Klein se défend en précisant qu'il s'agit davantage selon lui de « répétitions » plutôt que de « recyclages ».

#### ThèseL’Unité de la physique(2024)
En août 2024, Arrêt sur images relève que 88 pages sur les 429 (soit 20 % des pages) de la thèse de doctorat d’Étienne Klein soutenue en 1999 contiennent des passages copiés-collés ou empruntés sans mention des auteurs. À la suite de cet article, Étienne Klein remet en cause l'attitude d'un des journalistes, estime être « victime d'acharnement » et précise ne pas être à l'époque de sa thèse « aussi rigoureux qu'aujourd'hui ». Il supprime néanmoins sa réponse quelques heures plus tard. Le 22 août 2024, Étienne Klein publie une nouvelle réponse où il présente ses excuses, en expliquant qu'à l'époque, il avait « certainement fait preuve de désinvolture et de négligence »,,.
Le président de l'Université Paris Cité (ex l'Université Paris Diderot) où Étienne Klein a soutenu sa thèse, déclare qu'une instruction est en cours, le rapport final est attendu pour la fin de l'année 2025. Le député, sociologue des sciences et techniques et membre de l'Office parlementaire d'évaluation des choix scientifiques et technologiques (OPECST) Arnaud Saint-Martin estime pour sa part que suite à la révélation de ce plagiat Klein « n'a pas sa place au sein du conseil scientifique »[réf. nécessaire]

### Diffusion d'un canular
Au mois d'août 2022, Étienne Klein diffuse un canular en faisant passer une tranche de chorizo pour l'étoile Proxima. Il affirme avoir voulu faire celui-ci à des fins pédagogiques et obliger les internautes à se méfier des arguments d'autorité. Face à l'ampleur du canular, le scientifique a présenté ses excuses sur le réseau Twitter,.

## Publications
- Conversations avec le Sphinx, les paradoxes en physique, Albin Michel, coll. « Sciences d'aujourd'hui », 1991, Lgf/Le Livre de poche, 1994
- Sous l'atome, les particules, Paris, Flammarion, coll. « Dominos » (no 13), 1993, 126 p. (ISBN 2-08-035187-7)
- Regards sur la matière. Des quanta et des choses, avec Bernard d’Espagnat, Paris, Fayard, coll. « Le temps des sciences » 1993, 309 p.
- Le Temps, Paris, Flammarion, coll. « Dominos » (no 52), 1995, 124 p. (ISBN 2-08-035252-0)
- avec Marc Lachièze-Rey, La Quête de l'unité : l'aventure de la physique, Paris, Albin Michel, coll. « Sciences d'aujourd'hui », 1996, 200 p. (ISBN 2-226-08830-X, ISSN 0246-5558, BNF 35851619)
- Le Temps et sa flèche [actes du colloque], dir. Étienne Klein et Michel Spiro, 1996 ; Champs Flammarion, 2000 et 2013
- La Physique quantique, Paris, Flammarion, coll. « Dominos » (no 99), 1996, 126 p. (ISBN 2-08-035266-0, BNF 35820618)
- Le Trésor, Dictionnaire des sciences, coauteur (sous la direction de Michel Serres et de Nayla Farouki), 1997
- L'Atome au pied du mur : nouvelles, Paris, Éd. le Pommier, coll. « Romans & plus », 2000, 154 p. (ISBN 2-7465-0053-1, BNF 37102306)
- L'Unité de la physique, Paris, PUF, coll. « Sciences, histoire et société », 2000, 336 p. (ISBN 2-13-050585-6, BNF 37099428)
- Moi, U235 noyau radioactif, avec Bernard Bonin et Jean-Marc Cavedon, Paris, Flammarion, 2001, 208 p.
- Le temps existe-t-il ?, Le Pommier, Collection Les petites pommes du savoir, 2002
- La science nous menace-t-elle ?, Paris, Le pommier, coll. « Les petites pommes du savoir » (no 34), 2003, 62 p. (ISBN 2-7465-0109-0, BNF 39053694)
- C'est bizarre !, Le Pommier, coll. « Quand la science a dit... », 2003
- Les Tactiques de Chronos, 2003 ; Champs Flammarion, 2004 et 2009
- Petit Voyage dans le monde des quanta (Une partie de cet ouvrage a fait l'objet d'une première publication sous le titre : La Physique quantique, 1996), Paris, Flammarion, coll. « Champs » (no 557), 2004, 204 p. (ISBN 2-08-080063-9)
- Il était sept fois la révolution, Albert Einstein et les autres, Paris, Flammarion, 2005, 237 p.
- Le Temps qui passe (ill. Sophie Jansem), Paris, Éd. le Pommier, coll. « Les minipommes » (no 16), 2006, 59 p. (ISBN 2-7465-0307-7)
- Les Jeunes et la science : faire face à la crise des vocations scientifiques, Documentation française, 2007
- Le facteur temps ne sonne jamais deux fois, Flammarion, 2007
- Les Secrets de la matière, Plon, 2008 ; rééd. Librio, 2015
- Galilée et les Indiens. Allons-nous liquider la science ?, Flammarion, 2008
- Pourquoi je suis devenu chercheur scientifique, Bayard Jeunesse, 2009
- Discours sur l’origine de l’univers, 2010, Champs Flammarion, 2012
- La Science en jeu, en collaboration avec Jean-Michel Besnier, Hervé Le Guyader et Heinz Wismann, Actes Sud, 2010
- Le Small Bang des nanotechnologies, Odile Jacob, 2011
- Anagrammes renversantes, ou le sens caché du monde, en collaboration avec Jacques Perry-Salkow, Flammarion, 2011 et 2013
- Rugby quantique, en collaboration avec Jonny Wilkinson et Jean Illiopoulos, Paris, les Presses de l'ENSTA, 2011
- D'où viennent les idées (scientifiques)?, Paris, Éd. Manucius, 2013
- En cherchant Majorana, le physicien absolu, éditions des Équateurs/Flammarion, 2013 ; rééd. coll. Folio, no 5891, 2015 – élu meilleur livre 2013 dans la catégorie Sciences par le magazine Lire
- La Physique des infinis, dialogue auquel participent outre Étienne Klein, Francis Bernardeau, Sandrine Laplace et Michel Spiro, éditions la ville brûle, 2013
- Le Monde selon Étienne Klein, Les Équateurs/France Culture, 2014
- Y a-t-il eu un instant zéro ?, illus. Guillaume Dégé, Gallimard Jeunesse, 2015
- Que cherchons-nous dans nos origines ?, en collaboration avec Sophie Marinopoulos et Michel Wieviorka, Belin, 2015
- De quels atomes sommes-nous faits ? La matière ce qu'on ne sait pas encore, avec Anna Alter, Le Pommier, 2015
- Le Pays qu'habitait Albert Einstein, Actes Sud, 2016
- Tout n'est pas relatif, Flammarion, 2017
- Sauvons le progrès, dialogue avec Denis Lafay, éditions de l'Aube, 2017
- Matière à contredire, essai de philo-physique, éditions de l'Observatoire, 2018
- Qu'est-ce que la gravité ? Le grand défi de la physique, codirigé avec Philippe Brax et Pierre Vanhove, Dunod, 2019
- Ce qui est sans être tout à fait. Essai sur le vide, Actes Sud, 2019
- Je ne suis pas médecin, mais je…, Gallimard, coll. « Tracts de crise » n°25, mars 2020 (gratuit)
- Le Goût du vrai, Gallimard, coll. « Tracts », n°17, juillet 2020
- Psychisme ascensionnel, avec Fabrice Lardreau, entretiens, Arthaud, 2020.
- Il participe à l’ouvrage de Marc Welinski, Comment bien vivre la fin de ce monde, Éditions Guy Trédaniel, mars 2021.
- Idées de génies, 33 textes qui ont bousculé la physique, avec Gautier Depambour, Champs-Flammarion, 2021.
- 150 drôles d’expressions pour ramener sa science, Le Robert, 2021.
- L’Esprit du corps, Robert Laffont/INSEP, 2021.
- La vulgarisation est-elle un échec ?, Publication de l’Institut Diderot, 2022.
- préface de Méditations sur le risque, Philosophie Magazine Éditeur, 2023.
- Courts-circuits, Gallimard, NRF, avril 2023.
- L'éternité béante, avec LF Bollée et Christian Durieux, bande dessinée, Futuropolis, septembre 2024.
- Transports physiques, Gallimard, NRF, mars 2025.

## Distinctions

### Prix
- Prix René et Michèle Monory 2024, pour l’ouvrage « Courts-circuits »
- Prix de la laïcité 2022, catégorie "science", décerné par le Comité Laïcité République
- Prix Corbay 2020 décerné par l’Académie des Sciences Morales et Politiques pour l’ouvrage « Ce qui est sans être tout à fait, essai sur le vide »
- Prix de Physique 2016 de l'Académie Nationale des Sciences, Belles-Lettres et Arts de Bordeaux
- Élection à l'Académie des Technologies en date du 5 décembre 2012[54]
- Prix Thorel décerné par l’Académie des sciences morales et politiques en 2008, pour Galilée et les Indiens. Allons-nous liquider la science ?, et à nouveau en 2010
- Prix Jean-Rostand en 2004 pour Petit voyage dans le monde des quanta[9]
- Prix « La science se livre » 2003 pour Les Tactiques de Chronos
- Prix Budget décerné par l’Académie des sciences morales et politiques en 2000
- Prix Grammaticakis-Neumann décerné par l’Académie des sciences en 2000
- Prix Jean-Perrin de popularisation de la science de la Société française de physique en 1997[55]
- Prix du meilleur livre scientifique de l’année 1993 en Allemagne pour Conversations avec le Sphinx, les paradoxes en physique[56]
- Prix du meilleur livre de littérature scientifique de l’année pour L’Atome au pied du mur et autres nouvelles[56]

### Décorations
- Chevalier de la Légion d'honneur, promotion du 1er janvier 2010[57]
- Officier de l'ordre national du Mérite en 2014[58]
- Commandeur de l'ordre des Palmes académiques en 2014. Officier en 2006[59].